# 埃米茨堡 (馬里蘭州)
埃米茨堡（英語：Emmitsburg）是一個位於美國馬里蘭州弗雷德里克縣的市鎮。

## 人口
根據2020年美國人口普查的數據，埃米茨堡的面積為4.24平方千米，當中陸地面積為4.19平方千米，而水域面積為0.05平方千米。當地共有人口2770人，而人口密度為每平方千米653人。